# گوتریا
گوتریا (نام علمی: Gautieria) نام یک سرده از زیررده قارچ‌های گندو است.